# Хосе Мануель Пінто
Хосе Мануель Пінто (ісп. José Manuel Pinto, нар. 8 листопада 1975, Ель-Пуерто-де-Санта-Марія) — колишній іспанський футболіст, воротар.
Насамперед відомий виступами за клуби «Сельта Віго» та «Барселона».

## Ігрова кар'єра
Вихованець футбольної школи клубу «Сафа Сан-Луїс».
У дорослому футболі дебютував 1994 року виступами за «Реал Бетіс Б», в якому провів три сезони, взявши участь у 68 матчах чемпіонату. В сезоні 1997–98 навіть провів один матч у складі основної команди «Реал Бетіс», вийшовши на заміну у другому таймі.
Так і не змігши пробитись до основи, Пінто 1998 року перейшов до клубу «Сельта Віго». Відіграв за клуб з Віго наступні десять сезонів своєї ігрової кар'єри.
Своєю грою за «Сельту» привернув увагу представників тренерського штабу «Барселони», до складу якої приєднався 18 січня 2008 року на правах оренди. Провівши три матчі, 30 травня 2008 року добре себе зарекомендував, і клуб підписав голкіпера за 500 000 євро на постійній основі. Провів за каталонський клуб шість повних сезонів. За цей час чотири рази виборював титул чемпіона Іспанії, двічі ставав володарем Кубка Іспанії з футболу, чотириразовим володарем Суперкубка Іспанії з футболу та дворазовим володарем Суперкубка УЄФА. При цьому зазвичай був резервним голкіпером барселонців. Залишив клуб 38-річний на той момент гравець у травні 2014 року після завершення дії чинного контракту.

## Статистика виступів

### Статистика клубних виступів
Станом на 9 лютого 2012 року
| Сезон                    | Команда                  | Чемпіонат                | Чемпіонат | Чемпіонат | Кубок | Кубок | Кубок | Єврокубки | Єврокубки | Єврокубки | Інші змагання | Інші змагання | Інші змагання | Усього | Усього |
| Сезон                    | Команда                  | Ліга                     | Ігор      | Голів     | Ліга  | Ігор  | Голів | Ліга      | Ігор      | Голів     | Ліга          | Ігор          | Голів         | Ігор   | Голів  |
| ------------------------ | ------------------------ | ------------------------ | --------- | --------- | ----- | ----- | ----- | --------- | --------- | --------- | ------------- | ------------- | ------------- | ------ | ------ |
| 1994-95                  | «Реал Бетіс Б»           | СД                       | 6         | 0         | -     | -     | -     | -         | -         | -         | -             | -             | -             | 6      | 0      |
| 1995-96                  | «Реал Бетіс Б»           | СД                       | 19        | 0         | -     | -     | -     | -         | -         | -         | -             | -             | -             | 19     | 0      |
| 1996-97                  | «Реал Бетіс Б»           | СД                       | 23        | 0         | -     | -     | -     | -         | -         | -         | -             | -             | -             | 23     | 0      |
| 1997-98                  | «Реал Бетіс Б»           | СД                       | 20        | 0         | -     | -     | -     | -         | -         | -         | -             | -             | -             | 20     | 0      |
| Усього за «Реал Бетіс Б» | Усього за «Реал Бетіс Б» | Усього за «Реал Бетіс Б» | 68        | 0         |       | -     | -     |           | -         | -         |               | -             | -             | 68     | 0      |
| 1997-98                  | «Реал Бетіс»             | ПД                       | 1         | 0         | КІ    | 0     | 0     | -         | -         | -         | -             | -             | -             | 1      | 0      |
| 1998-99                  | «Сельта Віго»            | ПД                       | 1         | 0         | КІ    | 4     | 0     | КУЄФА     | 0         | 0         | -             | -             | -             | 5      | 0      |
| 1999-00                  | «Сельта Віго»            | ПД                       | 19        | 0         | КІ    | 4     | 0     | КУЄФА     | 5         | 0         | -             | -             | -             | 28     | 0      |
| 2000-01                  | «Сельта Віго»            | ПД                       | 18        | 0         | КІ    | 4     | 0     | КУЄФА     | 4         | 0         | -             | -             | -             | 26     | 0      |
| 2001-02                  | «Сельта Віго»            | ПД                       | 7         | 0         | КІ    | 2     | 0     | КУЄФА     | 3         | 0         | -             | -             | -             | 12     | 0      |
| 2002-03                  | «Сельта Віго»            | ПД                       | 3         | 0         | КІ    | 2     | 0     | КУЄФА     | 6         | 0         | -             | -             | -             | 11     | 0      |
| 2003-04                  | «Сельта Віго»            | ПД                       | 6         | 0         | КІ    | 4     | 0     | ЛЧ        | 5         | 0         | -             | -             | -             | 15     | 0      |
| 2004-05                  | «Сельта Віго»            | СД                       | 40        | 0         | КІ    | 0     | 0     | -         | -         | -         | -             | -             | -             | 40     | 0      |
| 2005-06                  | «Сельта Віго»            | ПД                       | 37        | 0         | КІ    | 0     | 0     | -         | -         | -         | -             | -             | -             | 37     | 0      |
| 2006-07                  | «Сельта Віго»            | ПД                       | 34        | 0         | КІ    | 0     | 0     | КУЄФА     | 0         | 0         | -             | -             | -             | 34     | 0      |
| 2007-08                  | «Сельта Віго»            | СД                       | 16        | 0         | КІ    | 0     | 0     | -         | -         | -         | -             | -             | -             | 16     | 0      |
| Усього за «Сельту»       | Усього за «Сельту»       | Усього за «Сельту»       | 181       | 0         |       | 20    | 0     |           | 23        | 0         |               | -             | -             | 224    | 0      |
| 2007–08                  | «Барселона»              | ПД                       | 3         | 0         | КІ    | 0     | 0     | ЛЧ        | 0         | 0         | -             | -             | -             | 3      | 0      |
| 2008-09                  | «Барселона»              | ПД                       | 2         | 0         | КІ    | 9     | 0     | ЛЧ        | 0         | 0         | -             | -             | -             | 11     | 0      |
| 2009-10                  | «Барселона»              | ПД                       | 1         | 0         | КІ    | 4     | 0     | ЛЧ        | 0         | 0         | СУ            | 0             | 0             | 5      | 0      |
| 2010-11                  | «Барселона»              | ПД                       | 6         | 0         | КІ    | 10    | 0     | ЛЧ        | 2         | 0         | -             | -             | -             | 18     | 0      |
| 2011-12                  | «Барселона»              | ПД                       | 0         | 0         | КІ    | 8     | 0     | ЛЧ        | 1         | 0         | СІ+СУ+КЧС     | 0+0+0         | 0+0+0         | 9      | 0      |
| Усього за «Барселону»    | Усього за «Барселону»    | Усього за «Барселону»    | 11        | 0         |       | 31    | 0     |           | 3         | 0         |               | 0             | 0             | 45     | 0      |
| Усього за кар'єру        | Усього за кар'єру        | Усього за кар'єру        | 261       | 0         |       | 51    | 0     |           | 26        | 0         |               | 0             | 0             | 338    | 0      |

## Титули і досягнення

### Командні
- Чемпіон Іспанії (4):

«Барселона»: 2008-09, 2009-10, 2010-11, 2012-13
- Володар Кубка Іспанії (1):

«Барселона» (2): 2008-09, 2011-12
- Володар Суперкубка Іспанії (4):

«Барселона»: 2009, 2010, 2011, 2013
- Володар Кубка Інтертото (1):

«Сельта»: 2000
- Переможець Ліги чемпіонів УЄФА (2):

«Барселона»: 2008-09, 2010-11
- Володар Суперкубка УЄФА (2):

«Барселона»: 2009, 2011
- Переможець клубного чемпіонату світу (2):

«Барселона»: 2009, 2011

### Особисті
- Трофей Рікардо Замори: 2005-06